# انمونتزو
انمونتزو (به ایتالیایی: Enemonzo) یک منطقهٔ مسکونی در ایتالیا است که در استان اودینه واقع شده‌است.

## خصوصیات
انمونتزو ۲۳٫۷ کیلومترمربع مساحت و ۱٬۳۶۸ نفر جمعیت دارد و ۳۹۸ متر بالاتر از سطح دریا واقع شده‌است.